# فويتخ هورفاث
فويتخ هورفاث (بالسلوفاكية: Vojtech Horváth) هو لاعب كرة قدم سلوفاكي في مركز الوسط، ولد في 28 يونيو 1984 في دونيسكا ستريدا في سلوفاكيا. شارك مع منتخب سلوفاكيا تحت 21 سنة لكرة القدم. أما مع النوادي، فقد لعب مع إنتر براتيسلافا ونادي بيترزالكا ونادي ترنتشين ونادي داك 1904 دونيسكا ستريدا ونيتشيتشا.

## وصلات خارجية
- فويتخ هورفاث على موقع قاعدة بيانات كرة القدم.إي يو (الإنجليزية)
- فويتخ هورفاث على موقع Soccerway.com (الإنجليزية)